# Rokonszenvedés
A Rokonszenvedés (eredeti cím: A Real Pain) 2024-ben bemutatott dráma filmvígjáték, amelyet Jesse Eisenberg írt és rendezett. A lengyel-amerikai koprodukcióban készült film főszereplői Eisenberg és Kieran Culkin, mint össze nem illő unokatestvérek, akik néhai nagymamájuk tiszteletére újra összejönnek egy lengyelországi zsidó örökségi túrára, de a régi feszültségek újra felszínre törnek a családi történelmük hátterében. A további szerepekben Will Sharpe, Jennifer Grey, Kurt Egyiawan, Liza Sadovy és Daniel Oreskes látható.
A forgatás elsősorban Lengyelországban zajlott 2023 májusa és júniusa között. A film világpremierje a 2024-es Sundance Filmfesztiválon volt, ahol elnyerte a Waldo Salt Screenwriting Awardot. Az Amerikai Egyesült Államokban 2024. november 1-jén, Lengyelországban november 8-án került a mozikba a Searchlight Pictures forgalmazásában. Magyarországon a Fórum Hungary mutatta be 2025. február 27-én. Általánosságban pozitív visszajelzéseket kapott a kritikusoktól, különösen Eisenberg forgatókönyve és Culkin alakítása. Világszerte 24,9 millió dolláros összbevételt ért el 3 millió dolláros gyártási költségvetésből.
A Rokonszenvedés számos elismerést kapott, többek között két jelölést a 97. Oscar-díjra és a 78. BAFTA-díjra, valamint négyet a 82. Golden Globe-díjra; Culkin mindegyik díjátadón elnyerte a legjobb férfi mellékszereplő díját, Eisenberg pedig a legjobb eredeti forgatókönyvért járó BAFTA-díjat. Az American Film Institute és a National Board of Review a 2024-es év tíz legjobb filmje közé választotta.

## Cselekmény
A John Fitzgerald Kennedy nemzetközi repülőtéren Benji Kaplan várja régen látott unokatestvérét, Davidet, hogy együtt felszálljanak a gépükre. A nemrég elhunyt nagymamájuk által hátrahagyott pénzből a Kaplanok zsidó örökségtúrát terveznek Lengyelországon keresztül, hogy meglátogassák a nagymama szülőházát és kapcsolódjanak családi múltjukhoz. Eltérő személyiségük hamar vitákat szül: Benji szabad szellemű, szókimondó csavargó, aki kritizálja Davidet, amiért elvesztette korábbi szenvedélyét és spontaneitását, míg David megfontolt, visszafogott családapa, akit zavar Benji szókimondása és irány nélküli élete.
Varsóba érkezve találkoznak a túracsoport tagjaival: Mark és Diane, egy nyugdíjas házaspár Shaker Heightsból; Marcia, egy nemrég elvált nő Kaliforniából; valamint Eloge, egy ruandai népirtás-túlélő, aki áttért a zsidó hitre. A túrát James, egy nyugodt, művelt, angol idegenvezető vezeti, aki nem zsidó. Az első napon a csoport meglátogatja a Gettó hőseinek emlékművét, a Grzybów teret, valamint a Varsói Felkelés Emlékművét. Benji egy rögtönzött felkelés-újrajátszást szervez az utóbbinál, amelybe bevonja a teljes csoportot. Az esemény idején David félrevonul, és a tagok telefonjával készít fényképeket.
A második napon vonattal utaznak Lublinba. Benjit zavarja az ellentét, hogy első osztályon utaznak egy holokauszt témájú túra során, és ennek következtében lemaradnak a megállóról. Miután visszatalálnak, James elvezeti őket a város kulturális nevezetességeihez, például a Grodzka-kapuhoz és az Ózsidó temetőhöz. Benji kritizálja James túlságosan tárgyilagos, statisztikákra építő megközelítését, és kétségbe vonja az őszinteségét. Később egy vacsoránál Benji ismét megbotránkoztatóan viselkedik és kényelmetlen megjegyzéseket tesz. Mikor távozik az asztaltól, David megnyílik a többieknek a kapcsolatuk bonyolultságáról, és elárulja, hogy azért távolodtak el egymástól, mert Benji hat hónappal korábban öngyilkosságot kísérelt meg altató-túladagolással.
Másnap, az utolsó napon a csoporttal, David és Benji ellátogatnak Majdanekbe, a náci Németország egykori koncentrációs és megsemmisítő táborába. Megtekintik a gázkamrát, a krematórium kemencéit és az áldozatok cipőiből álló hatalmas halmot. Mélyen megrendülve attól, amit láttak, a csoport néma csendben ül a furgonban visszafelé Lublinba, Benji David mellett ülve zokog. A szállodában a csoport tagjai búcsút vesznek egymástól. James** elmondja Benjinek, hogy ő volt az első ember a túrái során, aki őszinte visszajelzést adott neki, és megköszöni neki, hogy megváltoztatta a nézőpontját, bár Benji nem is emlékszik az említett kifakadására. Az utolsó lengyelországi estén a Kaplan unokatestvérek füvet szívnak a szálloda tetején. Benji szembesíti Davidet megváltozott személyiségével, és megkérdezi, miért nem látogatja meg. David először azt mondja, elfoglalt a feleségével és fiával, de végül összetörik, és bevallja, hogy Benji öngyilkossági kísérlete után képtelen volt elviselni annak gondolatát, hogy egy ilyen tehetséges, bájos és élettel teli ember, mint Benji, meg akart halni.
Másnap reggel elutaznak nagymamájuk egykori házához Krasnystawba. Benji felidéz egy emléket, amikor nagymamája pofon vágta, miután részegen és késve érkezett vacsorára, ez a pillanat adott neki egyfajta tisztánlátást és alázatot. Úgy érzi, ő volt az egyetlen ember, aki fegyelmezni tudta őt. David javasolja, hogy helyezzenek el emlékezőkavicsokat a háznál, de egy szomszéd megkéri őket, hogy vegyék el, mert balesetveszélyes. Visszarepülnek New Yorkba, ahol búcsút vesznek egymástól. David meghívja Benjit vacsorára, és felajánlja, hogy elviszi kocsival, de Benji elutasítja. Erre David pofon üti, amit követően azonnal kibékülnek, és kifejezik, mennyire fontosak egymásnak. David visszatér a családjához, és emlékkavicsot helyez el az ajtajánál, míg Benji visszaül a reptéren, és könnyekkel a szemében figyeli az utazókat.

## Szereplők
| Szerep                  | Színész         | Magyar hang | Leírás                                                     |
| ----------------------- | --------------- | ----------- | ---------------------------------------------------------- |
| David Kaplan            | Jesse Eisenberg |             | Benji neurotikus unokatestvére, aki New Yorkban él.        |
| Benjamin "Benji" Kaplan | Kieran Culkin   |             | David szabad szellemű unokatestvére, aki Binghamtonban él. |
| James                   | Will Sharpe     |             | Idegenvezető Yorkshireből.                                 |
| Marcia                  | Jennifer Grey   |             | Nemrégiben elvált kaliforniai nő.                          |
| Eloge                   | Kurt Egyiawan   |             | A ruandai népirtás túlélője, aki áttért a Zsidó vallásra.  |
| Diane                   | Liza Sadovy     |             | Mark felesége az ohiói Shaker Heights-ből.                 |
| Mark                    | Daniel Oreskes  |             | Diane férje.                                               |
| Priya                   | Ellora Torchia  |             | David feleség.                                             |

## A film készítése

### Szereplőválogatás

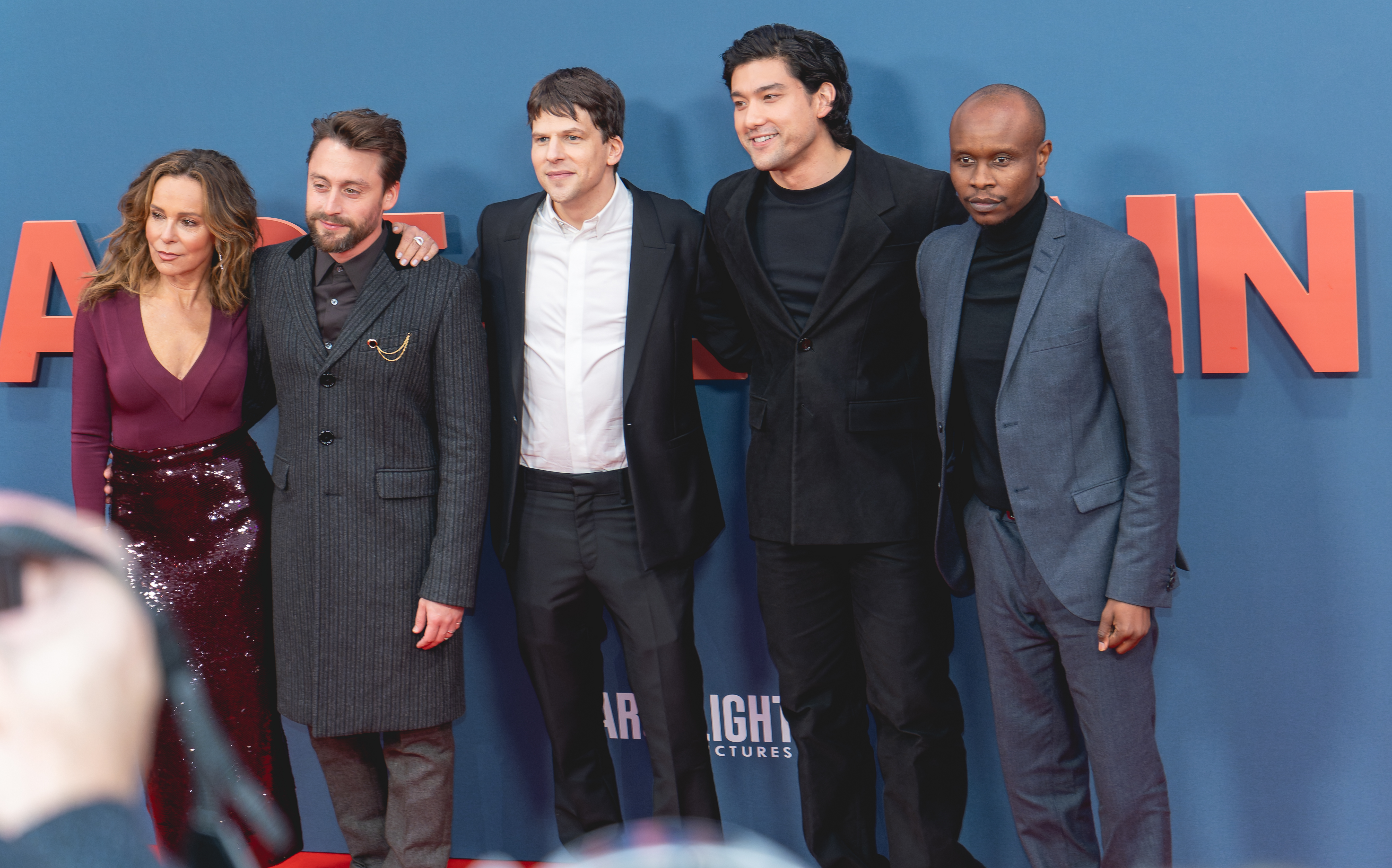
Balról jobbra: Jennifer Grey, Kieran Culkin, Jesse Eisenberg, Will Sharpe és Kurt Egyiawa

2022 augusztusában bejelentették, hogy Jesse Eisenberg írja, rendezi és játssza a főszerepet a Rokonszenvedés című filmben Kieran Culkin mellett. Emma Stone, Dave McCary és Ali Herting (Fruit Tree) voltak producerek.
Eisenberg először Eric Andrénak ajánlotta fel Benji szerepét, aki azonban visszautasította, miután elolvasta a forgatókönyvet, és úgy gondolta: „hat hétre Lengyelországba menni és leforgatni egy olyan filmet, amelyben csak a holokausztról fecsegünk, elég gáznak tűnik”. Eisenberg nem ismerte Culkin munkásságát a Rokonszenvedés fejlesztése előtt, de a lényegi tulajdonságai és a nővére ajánlása alapján úgy döntött, felkeresi őt. Először nem küldte el Culkinnak a forgatókönyv első tíz oldalát, mert úgy gondolta, a szerepet egy zsidó színésznek kellene kapnia;  Culkin katolikusnak nevelkedett. Eisenberg eredetileg Benji szerepét szerette volna eljátszani, mivel rendelkezik néhány jellegzetességgel, de a producerek azt javasolták neki, ne vállaljon el egy „zakkant” alakítást, miközben egyúttal rendező is. A Vulture-nak bevallotta, „17 ezer gondolata” volt arról, hogy egy nem zsidó színészt kellene egy zsidó szereplőnek szánt szerepben alkalmazni: „én úgy döntöttem, Culkin csodálatos ajándékot adott nekem azzal, hogy segített elmondani ezt a történetet, amely nagyon személyes a családom szempontjából.”
Culkin viszont habozott, hogy az Utódlás című sorozat befejezése után ilyen hamar belevágjon egy újabb „intenzív” projektbe. Két héttel a forgatás kezdete előtt megpróbált visszalépni a Rokonszenvedéstől, arra hivatkozva, hogy nem akar távol lenni a családjától, de Eisenberg „csodálatos” forgatókönyve és a Ha végeztél a világ megmentésével című filmje nagyon tetszett neki. Emma Stone producer úgy győzte meg őt a maradásról; ha távozik, akkor gyakorlatilag az egész produkció lényegében szétesik.

### Forgatás

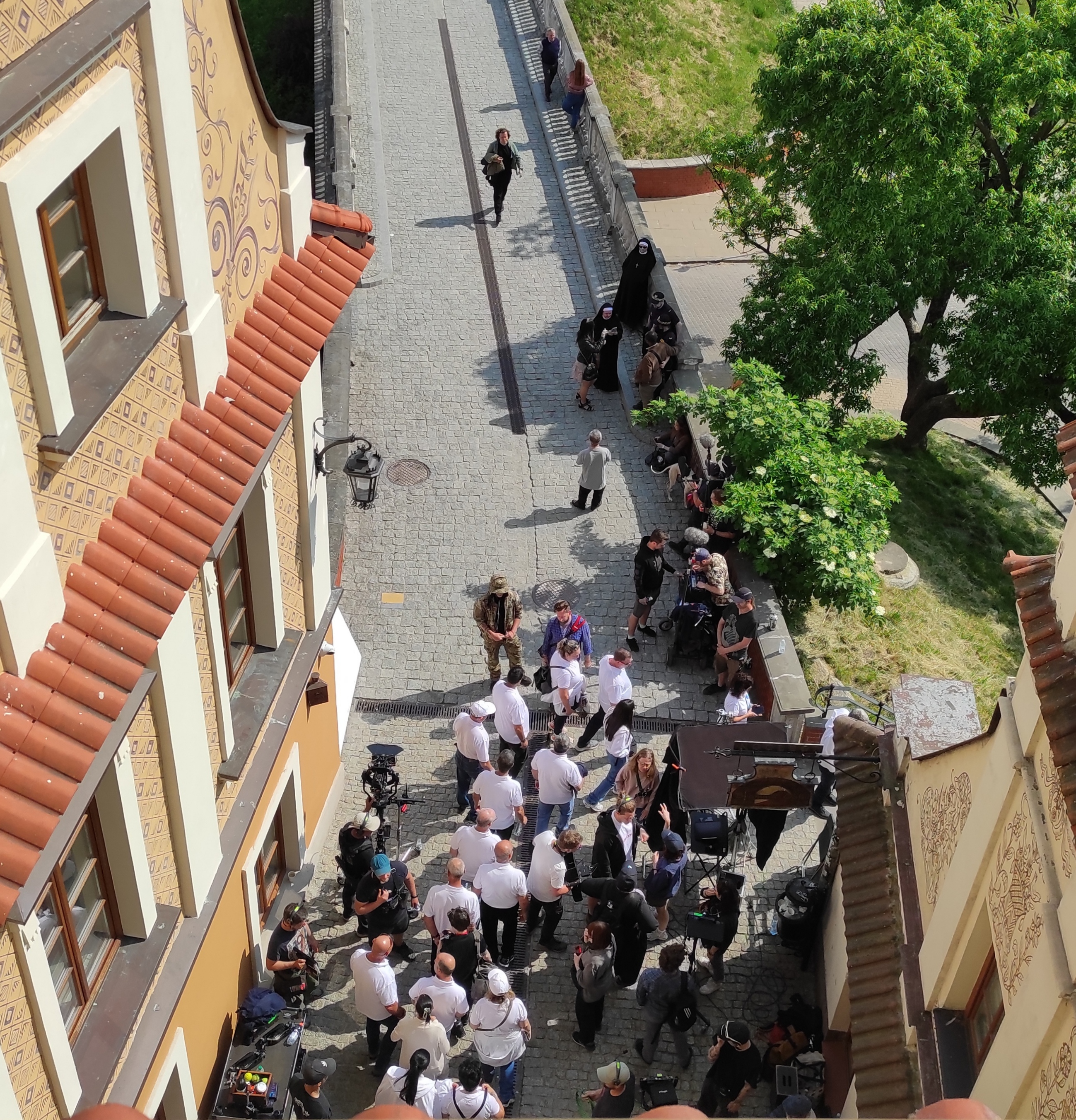
A Lublinban zajló forgatás

A forgatásra New Yorkban és Lengyelország különböző helyszínein került sor 2023 májusa és júniusa között. Mivel Eisenberg a COVID-19 járvány idején kezdte el írni a forgatókönyvet, a Google Térkép utcakép funkcióját és a feleségével 2008-as Lengyelországba tett utazása során készült képeket használta fel a helyszínek felkutatásához, illetve a szereplők által tett túrához. Michał Dymek operatőr Varsóból származik, és a hazájában történt események történelmi tudatosságával nőtt fel. Szülővárosának mély ismerete segített Eisenbergnek olyan montázsokat forgatni, amelyek kiemelik Lengyelország szépségét:
„Azt akartam, hogy Lengyelországot általánosságban szépnek, dinamikusnak, színesnek és mindannak érezzem, amit ott érzek. Úgy érzem, túl gyakran ábrázolják sivárnak, fetisizálják a kelet-európai szovjet kommunista történelmet és a háború borzalmait. És ez egyáltalán nem az a Lengyelország, amit én ismerek. Az általam ismert Lengyelország nyüzsgő, színes és szeretetteljes. Tehát Lengyelországnak ezt az oldalát akartam megmutatni, egy olyan oldalát, amelyet nem sok amerikai filmben láttam, egy olyan oldalát, amelyet teljesen igaznak éreztem.”
Dymek fő művészi ötlete a perspektívával való munka volt, mivel a filmben olyan karakterek szerepelnek, akik másként látják magukat. Megfigyeléseiket úgy akarta kombinálni, hogy hosszabb optikájú normál objektíveket használt, ami ellaposítja a perspektívát, így „eljátszott azzal a ténnyel, hogy néha ugyanazt a képet másképp lehet definiálni, ha más fókuszú objektívet választunk”.

### Zene
A Rokonszenvedés filmzenéje szinte teljes egészében a lengyel virtuóz Frédéric Chopin által írt zongoradarabokból áll, amelyeket Tzvi Erez izraeli-kanadai klasszikus zongoraművész ad elő. A bemutatott zeneszámok között szerepelnek Chopin balladái, etűdjei, noktürnjei, prelűdjei és keringői.

## Bemutató
A film világpremierje 2024. január 20-án volt a Sundance Filmfesztivál U.S. Dramatic Competition versenyprogramban. Európai premierje a Zürichi Filmfesztiválon volt, emellett bemutatták az American Film Institute Fesztiválon, a BFI London Filmfesztiválon, a Haifai Nemzetközi Filmfesztiválon, a Heartland Nemzetközi Filmfesztiválon, a La Roche-sur-Yon Nemzetközi Filmfesztiválon, a Mar del Plata Nemzetközi Filmfesztiválon, a New Orleans-i Filmfesztiválon, a Newport Beach-i Filmfesztiválon, a New York-i Filmfesztiválon, a Telluride Filmfesztiválon, és a Valladolidi Nemzetközi Filmfesztiválon is.
Nem sokkal a Sundance-bemutató után a Searchlight Pictures egy egész éjszakán át tartó árverésen 10 millió dollárért megszerezte a film világszintű forgalmazási jogait. A korlátozott moziforgalmazás 2024. november 1-jén indult, majd november 15-én kezdték el a széles körű forgalmazást. A filmet korábban október 18-án akarták bemutatni, de végül két héttel eltolták. A Rokonszenvedés című filmet Lengyelországban a POLIN Lengyel Zsidóság Történetének Múzeumában mutatták be, a varsói Zsidó Filmfesztivál nyitófilmjeként. Ezt követően 2024. november 8-án került az ország mozijaiba. 2025. január 8-án jelent meg a film az Egyesült Királyságban és Írországban. A tervek szerint január 10-én jelent volna meg, de két nappal előbbre hozták.

### Médiakiadás
A Rokonszenvedés 2024. december 31-én jelent meg különböző digitális platformokon, és 2025. január 16-án vált elérhetővé az Egyesült Államokban a Hulu streaming csatornán. A Sony Pictures Home Entertainment február 4-én adta ki Blu-rayen és DVD-n.

## A film utóélete
2025 márciusában a film sikere nyomán Andrzej Duda elnök lengyel állampolgárságot adott Eisenbergnek. Eisenberg az állampolgárságot „életre szóló megtiszteltetésnek nevezte, és olyasvalaminek, ami már két évtized óta nagyon foglalkoztatott”.